# Oedura argentea
Oedura argentea (сріблястий оксамитовий гекон) — вид геконоподібних ящірок родини диплодактилідів (Diplodactylidae). Ендемік Австралії. Описаний у 2018 році.

## Поширення й екологія
Сріблясті оксамитові гекони відомі з чотирьох місцевостей, що лежать у внутрішніх районах Квінсленду, в горах Грегорі та Буллерінга. Вони живуть в тріщинах серед пісковикових скель.